# Marginella anna
Marginella anna is een slakkensoort uit de familie van de Marginellidae. De wetenschappelijke naam van de soort is voor het eerst geldig gepubliceerd in 1881 door Jousseaume.